# Paolo Antonio Soderini

Stemma dei Soderini

Paolo Antonio Soderini (Firenze, 25 gennaio 1448 – Roma, settembre 1499) è stato un giurista e ambasciatore italiano, attivo nella Repubblica di Firenze antimedicea, che trascorse alcuni anni residente a Roma.

## Biografia
Era il fratello maggiore dello statista Piero Soderini, esiliato al ritorno dei Medici nel 1512; un terzo fratello era il cardinale Francesco Soderini, vescovo di Volterra.
Come Piero era stato allievo di Marsilio Ficino nella sua informale "Accademia", patrocinata dai Medici, ma quando Piero di Lorenzo de' Medici fuggì da Firenze nel 1494, si dichiarò subito a favore della risorta Repubblica fiorentina e prestò servizio come ambasciatore fiorentino a Venezia. Filippo de Commynes, insensibile alla sua politica, lo dichiarò, tuttavia, "uno degli statisti più saggi d'Italia". Al suo ritorno fu eletto gonfaloniere di giustizia nel 1497. L'istituzione di un Gran Consiglio nella Firenze repubblicana, sul modello veneziano, fu in gran parte sua iniziativa. Sostenitore repubblicano di Savonarola e del partito populista, condivise l'esilio del fratello quando il frate radicale fu arrestato.
A Roma si stabilì in una casa e giardino vicino a Castel Sant'Angelo, dove intraprese alcuni scavi informali e radunò una notevole collezione di antichità, inclusa la scultura romana (tra cui Menelao che sorregge il corpo di Patroclo passato dal suo erede al Medici e oggi visibile nella Loggia dei Lanzi a Firenze) e iscrizioni.
Morì a Roma nel settembre 1499 e venne sepolto nella chiesa di Santo Spirito.

## Discendenza
Paolo Antonio sposò in prime nozze il 7 febbraio 1469 Lisabetta di Tommaso Spinelli (25 novembre 1451-27 settembre 1477), dalla quale ebbe quattro figli:
- Dianora, sposò in prime nozze Bartolomeo di Filippo Rucellai e in seconde nozze nel 1500 Baccio Valori
- Tommaso (13 ottobre 1470-1531), politico e ambasciatore, sposò in prime nozze nel 1493 Fiammetta di Filippo Strozzi il Vecchio e in seconde nozze nel 1498 Francesca di Jacopo Pandolfini; sua figlia di primo letto fu Fiammetta (1497-dopo il 1556), moglie di Bindo Altoviti
- Alessandro (13 dicembre 1472-20 marzo 1474)
- Francesco (?-20 aprile 1491)

Sposò in seconde nozze nel 1480 Margherita di Strozza Strozzi, dalla quale ebbe tre figli:
- Giovanbattista (2 luglio 1484-in prigionia a Castel dell'Ovo 1528), condottiero al servizio dei Francesi.
- Giuliano (1491-30 luglio 1544), vescovo di Volterra dal 1509 al 1514 e vescovo di Saintes dal 1514
- Piero (1493-1538), sposò nel 1526 Dea Thiene, figlia di Lodovico Conte di Scandiano

## Celebrazioni
Il poeta Matteo Bandello ha dedicato a Paolo Antonio Soderini la Novella VII della Seconda parte (1554).